# Messier 67
Messier 67 sau M67 (sau NGC 2682) este un roi deschis situat în constelația Racul. 

## Descoperirea roiului
Se pare că roiul a fost descoperit de Johann Gottfried Koehler puțin înainte de 1779, dar intrumentele de care dispunea nu i-au permis probabil să-l rezolve în stele. Charles Messier a fost primul care a făcut acest lucru, atunci când l-a redescoperit, în mod independent de Koehler,  în 1780, înainte de a-l include în catalogul său de obiecte difuze.

## Descriere
Distanța roiului față de Sistemul Solar este estimată la 2.700 de ani-lumină, iar vârsta sa la 3,2 miliarde de ani, ceea ce îl face unul dintre cele mai bătrâne roiuri deschise cunoscute, acestea având, în general, tendința de a se dispersa înainte de atinge această vârstă. Unele calcule tind să arate că M67 ar putea  să continue să existe ca roi deschis încă vreo 5 miliarde de ani..

## Legături externe
- Messier 67, SEDS Messier pages
- Merrifield, Mike. „M67 – Open Cluster”. Deep Sky Videos. Brady Haran.
- Messier 67 la WikiSky: DSS2, SDSS, GALEX, IRAS, Hydrogen α, X-Ray, Astrophoto, Sky Map, Articole și imagini

Coordonate:  08h 51.4m 00s, +11° 49′ 00″